# Rue Léon-Schwartzenberg
Pour les articles homonymes, voir Schwartzenberg.
La rue Léon-Schwartzenberg est une voie du 10e arrondissement de Paris, en France.

## Situation et accès
La rue Léon-Schwartzenberg est une voie publique située dans le 10e arrondissement de Paris. Elle débute au 9, square Alban-Satragne et se termine au 9, cour de la Ferme-Saint-Lazare.
Elle contourne par l'arrière l'ancienne infirmerie de la prison Saint-Lazare bâtie par Louis-Pierre Baltard en 1834, seul vestige avec la chapelle de la prison.

## Origine du nom
Elle doit son nom à Léon Schwartzenberg, un cancérologue qui milita pour la cause des sans-abris et des étrangers en situation irrégulière.

## Historique
Cette voie privée, ouverte sur l'emplacement de l'ancienne prison Saint-Lazare sous le nom provisoire de « voie V/10 », prend sa dénomination actuelle par arrêté municipal du 1er février 2008.
Au no 8 se trouve depuis 2015 la médiathèque Françoise-Sagan.

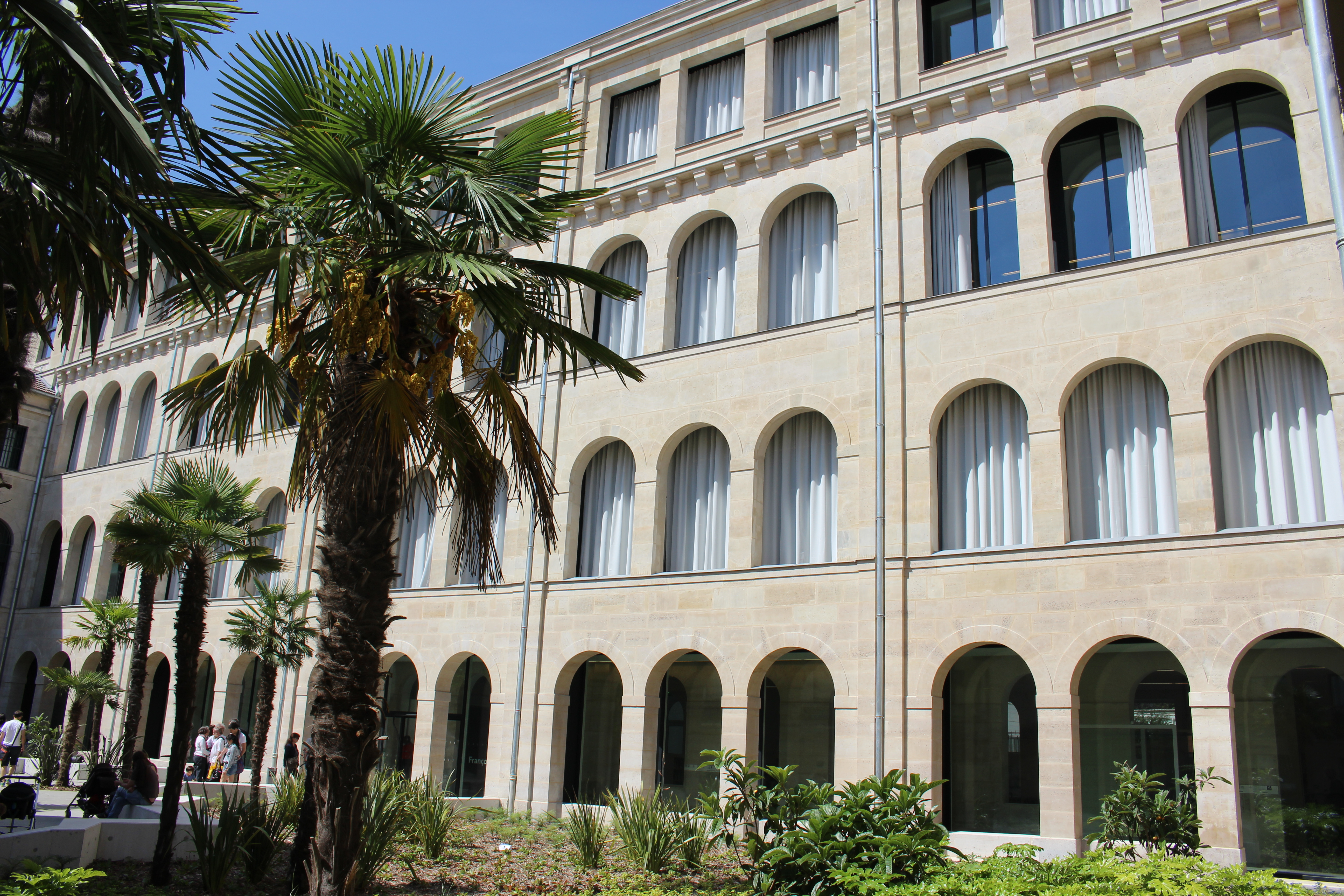
Médiathèque Françoise-Sagan.
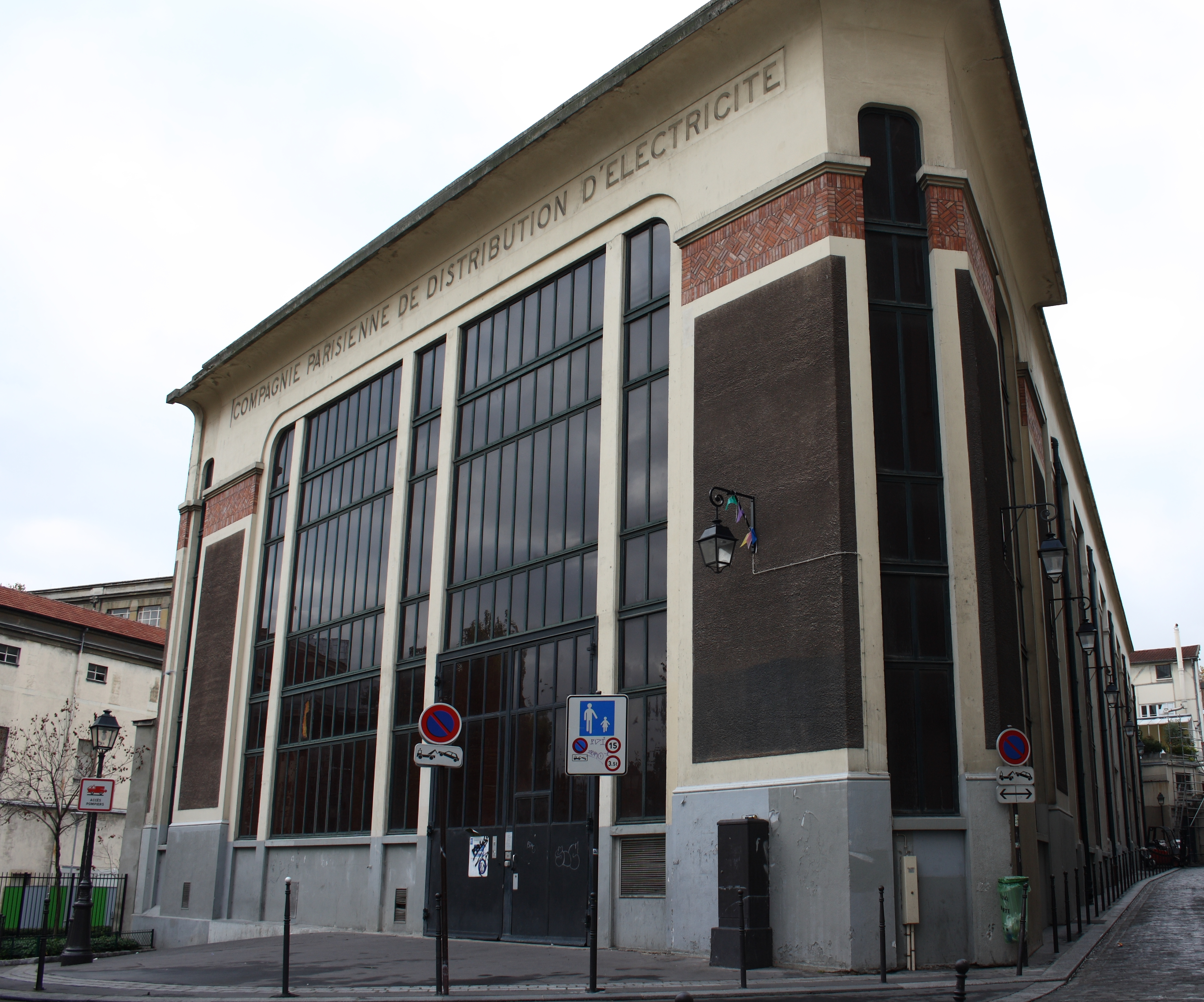
Bâtiment de la Compagnie parisienne de distribution d'électricité.